# Ilie Daniel Popescu
Ilie Daniel Popescu, (Reşiţa, 1 de junho de 1983) é um ginasta que compete em provas de ginástica artística pela Romênia.
Popescu é o detentor de uma medalha olímpica, de bronze, conquistada na edição de Atenas em 2004. Na ocasião, sua equipe subiu ao pódio na terceira colocação após ser superada pelos times japonês e norte-americano, ouro e prata respectivamente. Em campeonatos mundiais, o atleta ainda conquistou uma medalha de prata, na prova do salto sobre a mesa, na edição de Stuttgart em 2007.